# Staffanstorp (commune)
La commune de Staffanstorp est une commune suédoise du comté de Skåne. 22 994 personnes y vivent. Son chef-lieu se situe à Staffanstorp.

## Localités principales
- Hjärup
- Kyrkheddinge
- Staffanstorp